# Centro de historia de la Resistencia y la Deportación
El Centro de Historia de la Resistencia y la Deportación es un museo de Lyon que pretende transmitir los valores que emanan de la resistencia al nazismo y recordar la deportación y el exterminio durante la Segunda Guerra Mundial.

## Descripción
En un principio, el centro fue fundado por antiguos resistentes y deportados que voluntariamente querían recordar y transmitir a las nuevas generaciones su experiencia. A partir de 1992 se inauguró el nuevo centro dirigido por gestores culturales profesionales que cuentan con el esfuerzo de los antiguos fundadores. El nuevo centro se establece en un lugar de memoria importante para la ciudad de Lyon: la antigua sede de la policía y las fuerzas de seguridad nazis dirigidas por Klaus Barbie.
Los sótanos del centro fueron utilizados como lugar de interrogatorio y tortura, y al final de la Segunda Guerra Mundial los bombardeos aliados en destruyen una parte importante. Actualmente el CHRD cuenta con una novedosa exposición permanente que recrea la atmósfera de los años de ocupación nazi y de la resistencia; dos espacios para exposiciones temporales en torno a los valores de la resistencia, los derechos del hombre y la historia de la deportación; y finalmente acoge un importante centro de documentación e investigación, que cuenta con toda la información existente sobre el juicio a Klaus Barbie, documentación de los resistentes durante y después de la Segunda Guerra Mundial y numerosas grabaciones de testigos.

## Historia
En junio de 1940 los nazis invaden Francia, que queda dividida en dos zonas: la Francia ocupada en el norte y la Francia libre en el sur. Lyon forma parte de la Francia libre, pero a partir de la invasión y reparto de las zonas de influencia del sur por parte de las tropas alemanas e italianas en noviembre de 1942, la ciudad resto controlada por la Wehrmacht, el ejército nazi. La policía y fuerzas de seguridad nazis instalan desde aquel momento en el Hotel Terminus, que se queda pequeño, y en primavera de 1943 se trasladan a la antigua escuela de servicios de la sanidad militar (donde hoy está ha instalado el Centro de Historia de la Resistencia y la Deportación).
Desde este centro se coordina toda la represión en la ciudad de Lyon (una de las ciudades más activas en la resistencia contra la ocupación) y las zonas montañosas cercanas ocupadas por los maquisards. El jefe de la Gestapo, Klaus Barbie, llamado el «carnicero de Lyon», ordenaba desde este centro acciones como la tristemente conocida deportación a los campos de exterminio de los niños judíos de la Casa de Izieu o la tortura y muerte de Jean Moulin (el miembro más destacado de la resistencia francesa). Se le han atribuido miles de asesinatos, torturas y deportaciones a los campos de exterminio. En 1987 fue juzgado y condenado a cadena perpetua por crímenes contra la humanidad.